# Carbasea laterogranulata
Carbasea laterogranulata är en mossdjursart som beskrevs av Jean-Loup d'Hondt och Gordon 1999. Carbasea laterogranulata ingår i släktet Carbasea och familjen Flustridae. Inga underarter finns listade i Catalogue of Life.